# Systur
Systur (precedentemente Sísý Ey e Sigga, Beta & Elín) è un gruppo musicale islandese formato nel 2011 dalle sorelle Sigríður, Elísabet ed Elín Eyþórsdóttir.
Hanno rappresentato l'Islanda all'Eurovision Song Contest 2022 con il brano Með hækkandi sól.

## Storia
Nate in una famiglia di musicisti, le sorelle hanno iniziato a cantare e suonare sin da bambine. Nel 2011 hanno formato il trio Sísý Ey, a cui hanno affiancato le proprie rispettive carriere come soliste.
Il 5 febbraio 2022 è stato reso noto che l'emittente RÚV ha selezionato il trio, con il nome Sigga, Beta & Elín, fra i dieci partecipanti all'imminente edizione dell'annuale Söngvakeppnin, rassegna canora utilizzata per selezionare il rappresentante islandese all'Eurovision Song Contest. Con il loro inedito, Með hækkandi sól, hanno superato la semifinale e, in occasione della finale del 12 marzo, sono state incoronate vincitrici dal pubblico, diventando di diritto le rappresentanti islandesi a Torino. In seguito alla loro vittoria, hanno adottato il nuovo nome Systur, che significa «sorelle» in islandese. Með hækkandi sól ha mantenuto il controllo della Tónlistinn per quattro settimane non consecutive. Nel maggio successivo, dopo essersi qualificate dalla prima semifinale, le Systur si sono esibite nella finale eurovisiva, dove si sono piazzate al 23º posto su 25 partecipanti con 20 punti totalizzati.

## Discografia

### Singoli
- 2013 – Ain't Got Nobody
- 2015 – Kid
- 2016 – Do It Good
- 2017 – Mystified
- 2018 – Restless
- 2022 – Dusty Road
- 2022 – Goodbye
- 2022 – Silent Night
- 2023 – Furðuverur

#### Brani musicali
- 2022 – Með hækkandi sól